# Steve Hackett-diszkográfia
Steve Hackett angol dalszerző és gitáros diszkográfiája.

## Stúdiólemezek

### Quiet World
- The Road (1970)

### Genesis
- Nursery Cryme (1971)
- Foxtrot (1972)
- Genesis Live (1973)
- Selling England By The Pound (1973)
- The Lamb Lies Down on Broadway (1974)
- A Trick of the Tail (1976)
- Wind & Wuthering (1977)
- Seconds Out (1977)
- Genesis Archive 1967-75 (1998)
- Turn it on Again: The Hits (1999)
- Genesis Archive 2: 1976-1992 (2000)
- The Platinum Collection (2004)

### GTR
- GTR (1986)
- King Biscuit Flower Hour (1997)
- Greatest Hits Live (2003)

### Szólólemezek
stúdiólemezek
- Voyage of the Acolyte (1975)
- Please Don't Touch (1978)
- Spectral Mornings (1979)
- Defector (1980)
- Curedd (1981)
- Highly Strung (1982)
- Bay of Kings (1983)
- Till We Have Faces (1984)
- Momentum (1988)
- Guitar Noir (1993)
- Blues with a Feeling (1994)
- Watcher of the Skies: Genesis Revisited (1996)
- A Midsummer Night's Dream (1996)
- Genesis Revisited (1997)
- Darktown (1999)
- Sketches of Satie (2000)
- Feedback 86 (2000)
- Genesis Files (2002)
- To Watch the Storms (2003)
- Metamorpheus (2005)
- Wild Orchids (2006)

koncertlemezek
- Time Lapse (1991)
- There Are Many Sides to the Night (1995)
- The Tokyo Tapes (1998)
- Live Archive 70, 80, 90's (2001)
- Live Archive 70s Newcastle (2001)
- Somewhere in South America… (2002)
- Hungarian Horizons (2002)
- Live Archive NEARfest (2003)
- Live Archive 03 (2004)
- Live Archive 04 (2004)
- Live Archive 05 (2005)
- Live Archive 83 (2006)

válogatások
- The Unauthorised Biography (1992)

egyéb
- Outwitting Hitler (2001, a Showtime dokumentumfilmjében)

## Kislemezek

### Genesis
- Happy the Man / Seven Stones
- I Know What I Like (In Your Wardrobe) / Twilight Alehouse (1974)
- Counting Out Time / Riding the Scree (1974)
- The Carpet Crawlers / Evil Jam (The Waiting Room Live) (1975)
- A Trick of the Tail / Ripples (1976)
- Your Own Special Way / It's Yourself (1977)

### GTR
- When the Heart Rules the Mind (1986)
- The Hunter (1986)

### Szólókarrier
- How Can I? / Kim (1978)
- Narnia (remix) / Please Don't Touch (1978)
- Every Day / Lost Time in Cordoba (1979)
- Clocks (alternatív változat) / Acoustic Set (élő) / Tigermoth (élő) (1979)
- The Show / Hercules Unchained (1980)
- Sentimental Institution / The Toast (1980)
- Hope I Don't Wake / Tales from the Riverbank (1981)
- Picture Postcard / Theme from 'Second Chance' (1982)
- Cell 151 (hosszú változat) / The Air-Conditioned Nightmare (élő) / Time Lapse at Milton Keynes (1983)
- A Doll That's Made in Japan (hosszú változat) / Just the Bones (1984)
- Days of Long Ago (Promo) (1991)
- Brand New (rádió-változat) / Brand New (album-változat) (2003)

## Külső hivatkozások
- Steve Hackett hivatalos oldala
- Steve Hackett lapja a MusicBrainz oldalán
- Steve Hackett lapja az Internet Movie Database oldalán